# She's So Lovely
She's So Lovely è un brano musicale del gruppo britannico Scouting for Girls scritto da Roy Stride e prodotto da Andy Green per l'album di debutto del gruppo, intitolato Scouting for Girls. Il brano, che è stato pubblicato come primo singolo estratto dall'album il 27 agosto 2007 è riuscito ad arrivare sino alla settima posizione della classifica dei singoli più venduti nel Regno Unito.

## Tracce
CD Singolo
1. She's So Lovely
2. Murder Mystery

7" vinyl #1
1. She's So Lovely
2. Wonderful Life

7" vinyl #2
1. She's So Lovely (Live)
2. It's Not About You (Live)

## Classifiche
| Classifica (2007) | Posizione più alta |
| ----------------- | ------------------ |
| Regno Unito       | 7                  |
| Irlanda           | 27                 |